# Bucyrus International
Pour les articles homonymes, voir Bucyrus.
 (avril 2021).
La mise en forme du texte ne suit pas les recommandations de Wikipédia : il faut le « wikifier ».
Les points d'amélioration suivants sont les cas les plus fréquents :
- Les titres sont pré-formatés par le logiciel. Ils ne sont ni en capitales, ni en gras.
- Le texte ne doit pas être écrit en capitales (les noms de famille non plus), ni en gras, ni en italique, ni en « petit »…
- Le gras n'est utilisé que pour surligner le titre de l'article dans l'introduction, une seule fois.
- L'italique est rarement utilisé : mots en langue étrangère, titres d'œuvres, noms de bateaux, etc.
- Les citations ne sont pas en italique mais en corps de texte normal. Elles sont entourées par des guillemets français : « et ».
- Les listes à puces sont à éviter, des paragraphes rédigés étant largement préférés. Les tableaux sont à réserver à la présentation de données structurées (résultats, etc.).
- Les appels de note de bas de page (petits chiffres en exposant, introduits par l'outil «  Source ») sont à placer entre la fin de phrase et le point final[comme ça].
- Les liens internes (vers d'autres articles de Wikipédia) sont à choisir avec parcimonie. Créez des liens vers des articles approfondissant le sujet. Les termes génériques sans rapport avec le sujet sont à éviter, ainsi que les répétitions de liens vers un même terme.
- Les liens externes sont à placer uniquement dans une section « Liens externes », à la fin de l'article. Ces liens sont à choisir avec parcimonie suivant les règles définies. Si un lien sert de source à l'article, son insertion dans le texte est à faire par les notes de bas de page.
- La présentation des références doit suivre les conventions bibliographiques. Il est recommandé d'utiliser les modèles {{Ouvrage}}, {{Chapitre}}, {{Article}}, {{Lien web}} et/ou {{Bibliographie}}. Le mode d'édition visuel peut mettre en forme automatiquement les références.
- Insérer une infobox (cadre d'informations à droite) n'est pas obligatoire pour parachever la mise en page.

Pour une aide détaillée, merci de consulter Aide:Wikification.
Si vous pensez que ces points ont été résolus, vous pouvez retirer ce bandeau et améliorer la mise en forme d'un autre article.
Bucyrus International Inc. était une société américaine basée à Bucyrus dans l'Ohio, spécialisée dans la fabrication d’engins miniers de surface et souterrains. La société a été créée en 1880 et a été rachetée par Caterpillar en 2011.

## Histoire
Les origines de Bucyrus remontent à 1880, lorsque Daniel P. Eells et plusieurs collaborateurs ont créé la société Bucyrus Foundry and Manufacturing Company pour construire l'un des premiers modèles de pelle mécanique à câbles fonctionnant avec un moteur à vapeur.
En 1893, Bucyrus déplace son atelier à South Milwaukee, dans le Wisconsin.

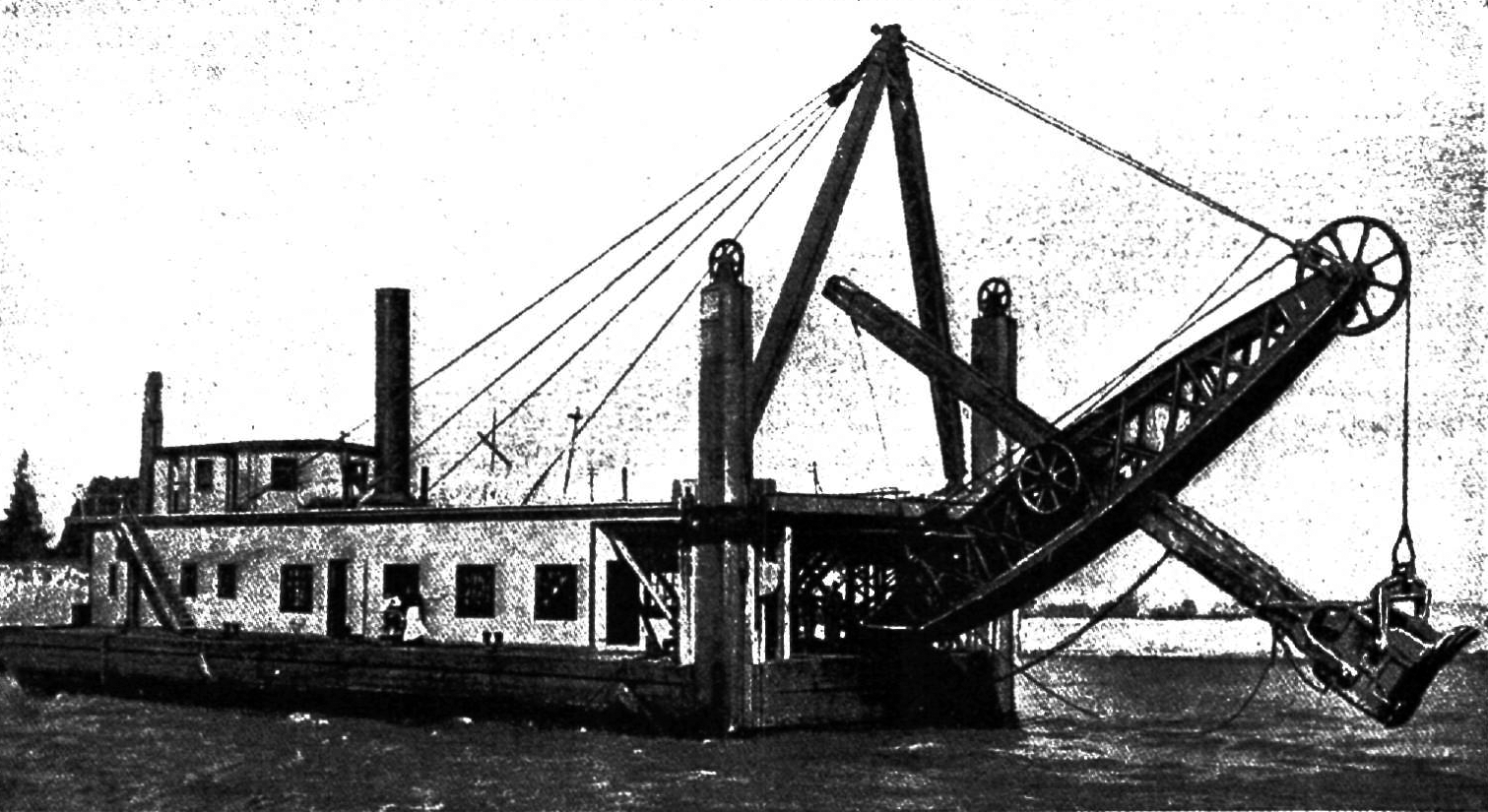
Pelle mécanique Bucyrus lors de la construction du canal de Panama

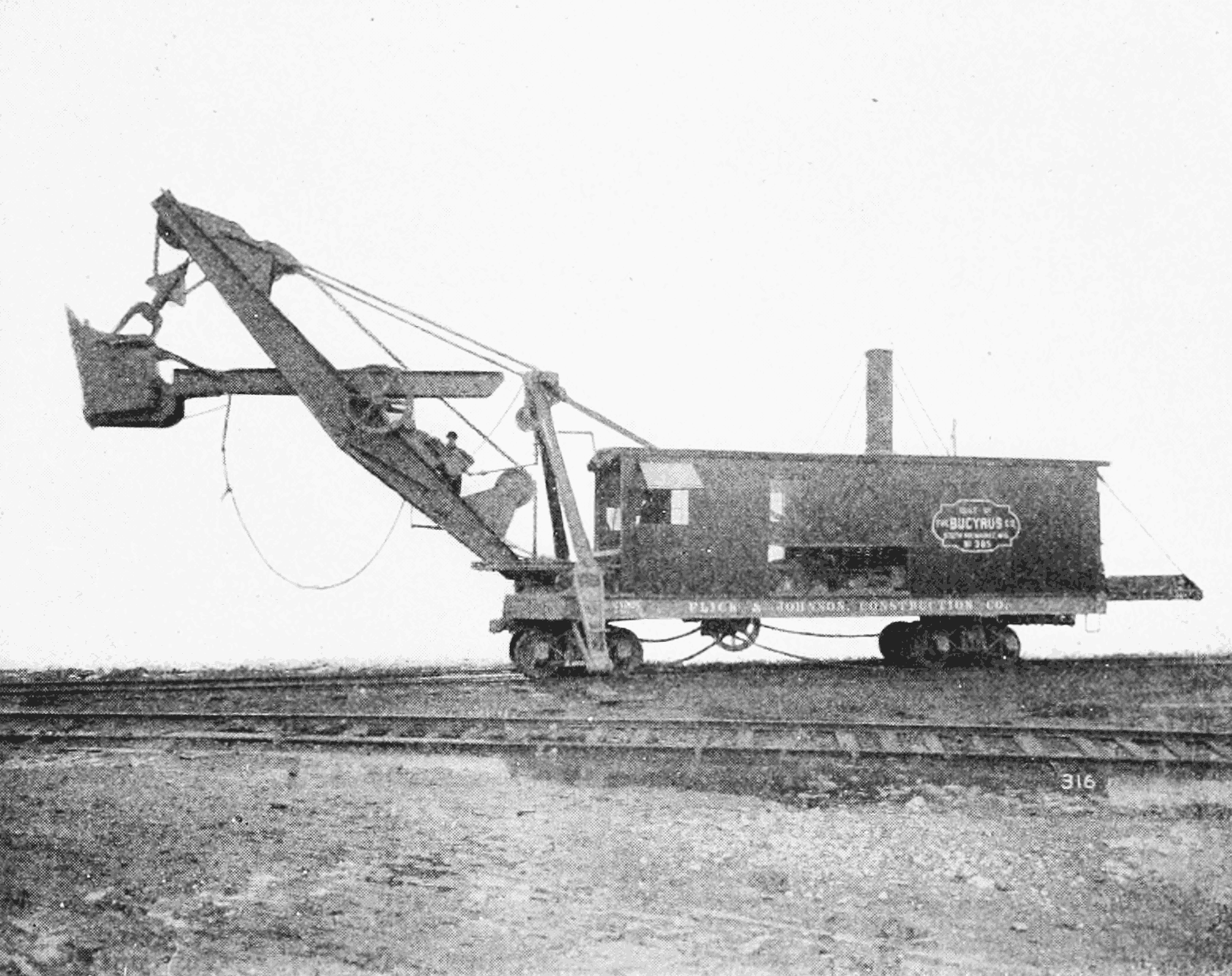
Pelle mécanique sur rails Bucyrus (1902)

En 1904, Bucyrus fournit 77 des 101 pelles à vapeur utilisées pour creuser le canal de Panama. Ces modèles pesaient 95 tonnes et pouvaient contenir environ huit tonnes de matériaux dans leur godet. Pour son fonctionnement, il fallait un équipage de quatre personnes, un chef, deux ouvriers pour alimenter la chaudière avec du charbon et un pilote. Une équipe de six personnes au sol devait poser les rails sur lesquels la pelle se déplaçait. Entre 1904 et 1914, 172 millions de m3 de terre ont été excavés par les pelles mécaniques pour la construction du canal. Les 24 autres pelles ont été fournies par son concurrent Marion qu'il rachètera en 1997.
En 1910, la société entre sur le marché des draglines avec l'acquisition des droits de production de la dragline Heyworth Newman. En 1912, Bucyrus remplace la vapeur par l'électricité comme source d'énergie pour les excavatrices. La même année, Bucyrus fabrique la première pelle sur chenilles, la «dragline classe 14».
En 1927, la société fusionne avec Erie Steam Shovel Company, le plus important constructeur de petites pelles du pays de l'époque et change sa dénomination en Bucyrus-Erie.

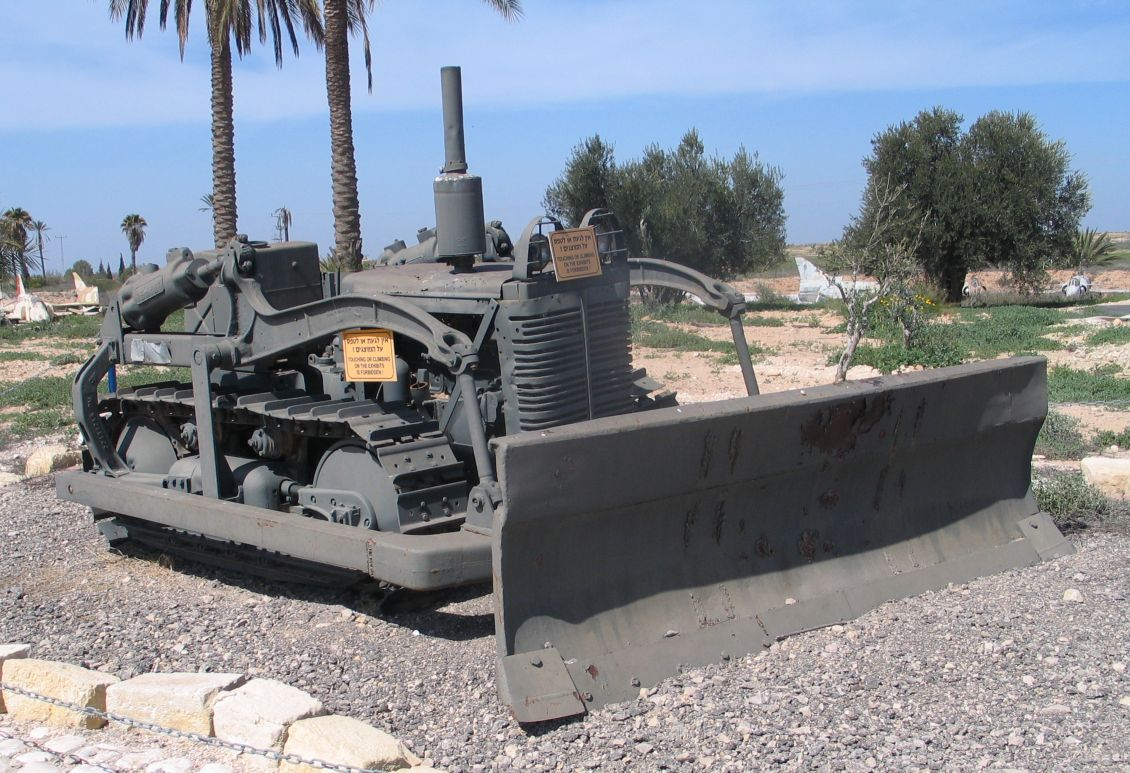
International TD-9

À la fin des années 1920, les tracteurs sur chenille jouent un rôle de plus en plus important sur les chantiers de construction. Bucyrus-Erie en profite pour concevoir et fabriquer des accessoires à câbles et hydrauliques de toutes sortes pour ces tracteurs. Bucyrus-Erie est même devenue le seul fournisseur de lames hydrauliques pour les tracteurs sur chenille TD-6, TD-9 et TD-14 de McCormick-Deering (fusionné par la suite à International Harvester qui, à la fin des années cinquante, achète la division des lames de tracteur).
En 1930, Bucyrus fusionne avec le constructeur britannique Ruston & Hornsby Ltd basé à Lincoln, en Angleterre, pour former la société Ruston-Bucyrus Ltd. Ruston & Hornsby Ltd était le principal constructeur britannique de pelles à vapeur à l'époque, la société avait été créée en 1874. La fusion des deux entreprises a permis à la nouvelle entité de conquérir certains marchés mondiaux.
En 1933, Bucyrus-Erie rachète Armstrong Drill, spécialiste des équipements de forage.

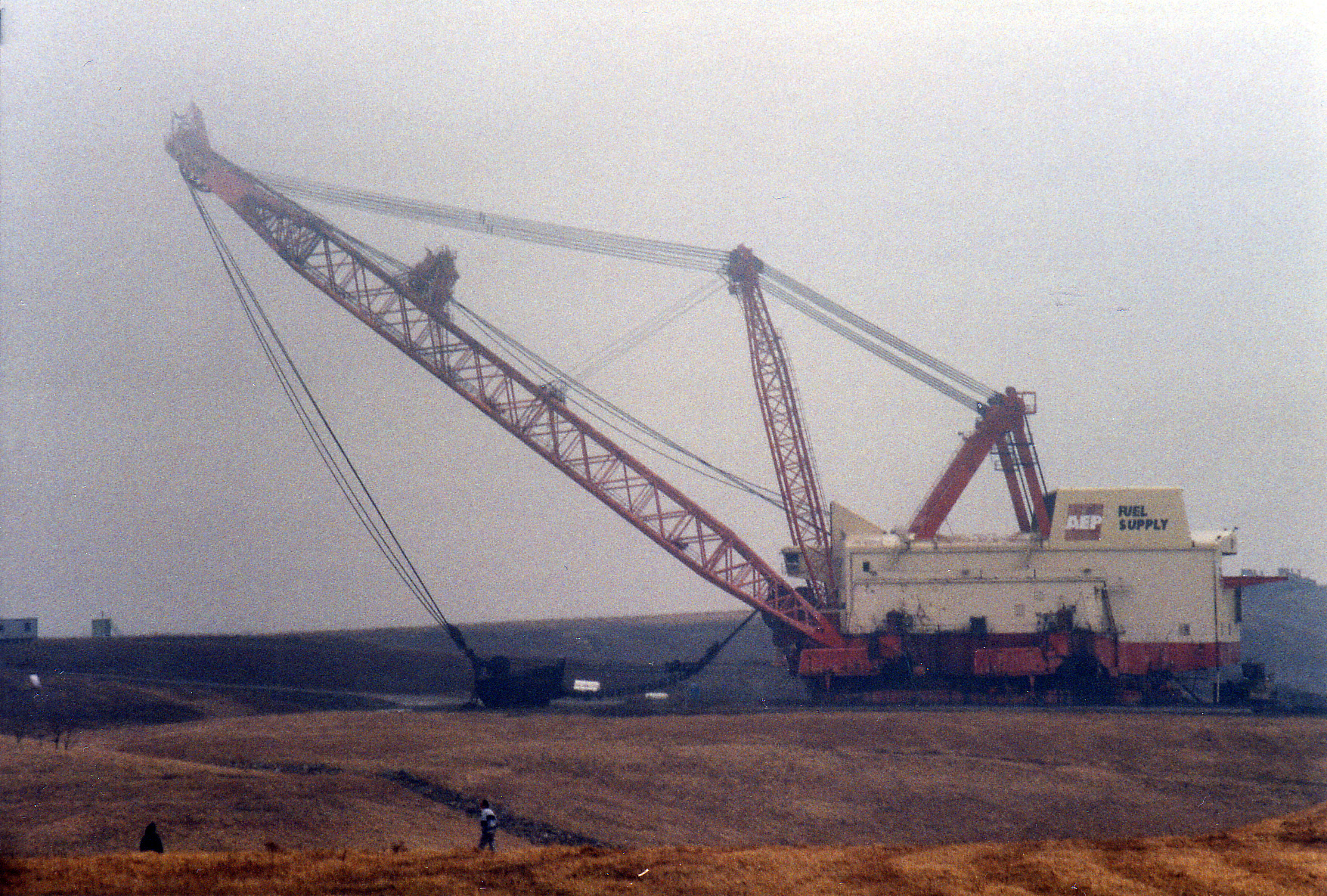
Bucyrus Big Muskie, la plus grosse dragline du monde (1969)

En 1969, Bucyrus livre à la Central Ohio Coal Company, une division de l'American Electric Power, la plus grande dragline du monde, la Big Muskie. La machine pèse environ 13 000 tonnes et mesure 68 mètres de hauteur, l'équivalent d'un immeuble de 22 étages. Elle disposait d'un godet de 168 m³ soit 295 tonnes de matériaux. Elle est restée en service jusqu'en 1999. Pendant cette période d'exploitation, 370 millions de m³ de terre ont été extraits. Après cet exploit technique, la réputation de la société est internationale ce qui lui a permis de vendre des équipements aux sociétés minières d'Australie. En 1988, Bucyrus rachète le constructeur anglais de draglines Ransomes & Rapier.
En 1985, pendant la période de récession économique et d'abandon généralisé de l'extraction minière dans les pays occidentaux, tous les constructeurs étaient contraints de se restructurer et de diversifier leurs productions et cédaient leurs activités non essentielles pour survivre, Ruston & Hornsby Ltd revend ses parts dans Ruston-Bucyrus.
Au début des années 90, la société connait de graves difficultés financières. Le 18 février 1994, Bucyrus-Erie dépose son bilan et, comme le prévoit la loi américaine, chapitre 11, elle se place sous la protection de la loi sur les faillites jusqu'au 14 décembre 1994.
L'entreprise relève péniblement ses finances et, en 1997, sort de la protection sur les faillites.
En 1997, une société d'investissements, l'American Industrial Partners Acquisition rachète la société et change sa dénomination sociale en Bucyrus International Inc. et la fait coter à la bourse, le NASDAQ de New-York le 23 juillet 2004, sous le code BUCY.
En 1997, la société rachète Marion Power Shovel Company, le deuxième plus grand producteur de draglines après Bucyrus.
Le 4 mai 2007, Bucyrus finalise le rachat de DBT Group, un constructeur allemand d'équipements miniers souterrains implanté à Lunen, à RAG Coal International AG de Herne. Cette acquisition va permettre à Bucyrus de compléter son offre avec la gamme d'équipements miniers souterrains de DBT qui s'ajoutait aux machines d'extraction à ciel ouvert de Bucyrus.
En février 2010, Bucyrus International rachète pour 1,3 milliard US$ la division équipement minier de Terex Corporation. Avec cette acquisition, Bucyrus International Inc. récupère les 2.150 salariés de Terex Mining tout comme son chiffre d'affaires d'environ 1 milliard US$.
Le 15 novembre 2010, Bucyrus International Inc. accepte l'offre d'achat non sollicitée, présentée par Caterpillar pour un montant de 8,6 milliards d'US$. La transaction est devenue effective le 8 juillet 2011.
Les droits de propriété intellectuelle des grues marines Bucyrus-Erie ont été acquis par Sparrows Group qui possède des unités de fabrication de grues basées à Houston, au Texas.
À la suite de l'acquisition, Caterpillar a décidé d'abandonner la marque Bucyrus et de commercialiser tous les modèles sous le nom et couleur jaune de Caterpillar.